# Фененко, Николай Васильевич
Фене́нко, Никола́й Васи́льевич (31 декабря 1908 — 5 мая 1969) — историк, краевед, музейный работник, шевченковед, писатель, участник антигитлеровского подполья на Донетчине, многолетний узник сталинских лагерей.

## Биография
Родился 31 декабря 1908 года в имении Маково Глуховского уезда Черниговской губернии в семье дворянина Василия Яковлевича Фененко. Мать — Фененко Неонила Александровна, преподаватель иностранных языков.
В 1927 году, окончив подготовительные курсы, поступил в Глуховский педагогический институт. В декабре 1928 года вместе с другими студентами второго курса по совершенно надуманному поводу был арестован ГПУ как участник «антисоветского буржуазно-националистического подполья». После полугодового содержания двадцатилетнего студента сначала в одиночной камере Глуховской тюрьмы, а затем в общей камере, в которой находилось одновременно 60-70 арестантов, его перевозят в Харьков. И уже там его объявили руководителем молодёжной подпольной организации «Союз украинской молодежи» (СУМ), которой на самом деле не существовало. В мае 1929 года чрезвычайная сессия областного суда в Харькове осудила его «за контрреволюционную деятельность» к пяти годам исправительно-трудовых лагерей. Срок отбывал в Соловецком лагере особого назначения (СЛОН). После освобождения поселился в Мариуполе, где работал сменным учётчиком в мартеновском цехе «Азовстали», затем — учителем в школе для малограмотных (позже — школа рабочей молодежи), а также руководил литературно-творческим кружком при клубе металлургического завода.
В 1938 году начал обучение на заочном отделении географического факультета Ворошиловградского пединститута. После его окончания был направлен на работу в Привольненскую школу Лисичанского района учителем географии.
С началом войны в 1941 году исполнял обязанности директора Привольненской школы, а также преподавал географию, историю, немецкий язык. После прихода немецких войск переселяется в Мариуполь.
В сентябре 1942 года он был назначен заведующим историко-археологическим отделом городского краеведческого музея. Его усилиями в условиях оккупации были спасены фонды и уникальная библиотека музея, а также организовывались археологические экспедиции на Донбассе. Активно сотрудничал с организацией «Просвита». В «Мариупольской газете» под псевдонимом М.Хорунжий выходили его статьи по истории, о гетманах Богдане Хмельницком и Павле Полуботке, о кошевом Иване Сирко, об историке и политике Михаиле Грушевском, о Голодоморе 1932—1933 г.г. Входил в состав патриотического подполья. В декабре 1942 г. арестован гестапо. По недоказанности вины и благодаря удачному стечению обстоятельств (смена руководства в гестапо), был освобожден из-под ареста. После организационного восстановления весной 1943 г. мариупольского провода ОУН руководил отделом прессы. Позже отправляется за фронтом на запад. В апреле 1945 года был задержан контрразведкой «Смерш» и, пройдя проверку в фильтрационном лагере, 7 июля получил разрешение вернуться в поселок Привольное. Здесь на шахте «Новая-Друженка» он работал десятником.
8 октября 1945 года был арестован сотрудниками Мариупольского городского отдела НКВД. 9 марта 1946 года трибунал войск НКВД Сталинской области на основании ст. 54-1 «а» УК УССР (измена родине) осудил его как «идеолога мариупольского оуновского подполья» к расстрелу. 12 июня 1946 года Президиум Верховного Совета СССР заменил смертную казнь двадцатью годами лагерей с конфискацией имущества. Наказание отбывал в отделе № 3 Воркутинского лагеря (Воркутлаг).
В 1956 году был амнистирован и вернулся в Мариуполь, где работал в школе рабочей молодежи № 3 учителем географии. Будучи прекрасным педагогом, Николай Фененко чувствовал, что не только этот труд был смыслом его жизни. Энциклопедическая образованность, природная одаренность с детства готовили его к другому. Николаю Васильевичу была свойственна научная деятельность в сфере не только естественных, но и гуманитарных наук.
Отработав положенные по расписанию часы в школе, Фененко спешил к письменному столу, к любимым книгам. Темы его будущих научных исследований: шевченковедение, краеведение, топонимика, история.
Когда в 1964 году работа над рукописью книги «Земля говорит» была завершена, Николай Фененко повез её на рецензию в Киев. Максим Тадеевич Рыльский гостеприимно принял автора из Жданова, внимательно ознакомился с текстом его будущей книги, написал прекрасную рецензию и добился того, что детское издательство «Веселка» незамедлительно приняло книгу к печати.
В том же году издательство «Радянська школа» подготовило к печати вторую книгу Николая Фененко — «Топонимика Украины в творчестве Тараса Шевченко».
В последние годы своей жизни, преодолевая лишения и болезни, Фененко работал над рукописью книги «Хроника Пржевальських». Это должно было быть фундаментальное исследование родословной великого географа и путешественника, начиная с запорожца Корнея Партжевальского (так тогда писалась эта фамилия). После преждевременной кончины Фененко уже почти законченная рукопись исчезла, и до сих пор следы её найти не удалось.
Успешно шла работа над ещё одной книгой «Тарасова Левада», посвященной исследованию роли и значения природы в творчестве Тараса Шевченко. Но и эта рукопись, выполненная карандашом, после смерти Фененко исчезла в архивах КГБ.
Умер Н. В. Фененко 5 мая 1969 года. Похоронен на Мариупольском кладбище.
Через 5 лет после смерти Николая Васильевича Фененко были изданы его переводы стихов Абая Кунанбаева, казахского поэта, писателя, общественного деятеля, основоположника казахской письменной литературы. Друзья-литераторы сумели сохранить эти произведения и напечатать их в первом сборнике украинских переводов Абая, который вышел в свет в 1974 году.
В 1989 году были изданы его стихи в сборнике «Ніжний кремінь» (Первая книга поэта).
В 1994 году прокуратура Донецкой области посмертно реабилитировала Фененко Н. В. «за отсутствием совокупности доказательств, подтверждающих обоснованность привлечения к ответственности».
В 2010 году городская организация Всеукраинского общества «Просвита]]» инициировала установку мемориальной доски Н. В. Фененко на фасаде библиотеки имени Н. Крупской в Мариуполе.

## Произведения
- Фененко М. В. Топоніміка України у творчості Тараса Шевченка. Київ: Радянська школа, 1965. 128 с.
- Фененко М. В. Земля говорить. 2-ге вид., перегл. й доп. Київ: Веселка, 1969. 127 с.: 10 л.іл.
- Фененко М. Західні українці в війську Богдана Хмельницького: реєстр 1649 року. — Жовтень, 1968 р., № 2, с.137-138.
- Абай Кунанбаєв. Поезії (збірка), пер. з казахської. Київ: Дніпро, 1974. 192 с. (пер. А.Кацнельсон, В.Забаштанський, В.Коломієць, І.Гончаренко, М.Фененко, Наум Тихий, О.Довгий, Олекса Ющенко, Олесь Жолдак, Олесь Лупій, Павло Мовчан, С.Йовенко, Станіслав Тельнюк та інш.).
- Ніжний кремінь [Текст: Фененко, М.В. Сон ; Ольвія; «Пахне опеньками»; «Дорогому, любому, хорошому…»; Думи материнські; Дума про Наливайка; «Високо, гордо піднявсь Тарас» та ін. С. 259—300. [Текст] / М. В. Фененко //: Поезії. — К. : Рад. письменник, 1989. — 390 с. — (Перша книга поета).

## Фильмы о Николае Фененко
- ПАМЯТИ НИКОЛАЯ ФЕНЕНКО
- НИКОЛАЙ ФЕНЕНКО. В КРУГАХ ЧЕКИСТСКОГО АДА